# Beat Rüedi
Beat Rüedi   (Thusis, 19 de febrer de 1920 - Castino, 29 d'octubre de 2009) va ser un jugador d'hoquei sobre gel suís que va competir entre les dècades de 1930 i 1950.
El 1948 va prendre part en els Jocs Olímpics de Sankt Moritz, on guanyà la medalla de bronze en la competició d'hoquei sobre gel. En el seu palmarès també destaquen dues medalles de bronze al Campionat del Món d'hoquei gel, el 1937 i 1939. Va jugar 57 partits internacionals amb la selecció suïssa, marcant un total de 24 gols.
A nivell de clubs jugà amb l'HC Davos, amb qui guanyà dotze edicions de la lliga suïssa (1937 a 1939, 1941 a 1948 i 1950) i la Spengler Cup de 1938 i de 1941 a 1943. El 1955, després de jugar des de 1950 amb l'HC Ambrì-Piotta, passà a exercir de jugador-entrenador amb el Lugano entre 1955 i 1958.